# Eophyllites
Eophyllites – rodzaj głowonogów z wymarłej podgromady amonitów, z rzędu Phylloceratida.
Żył w okresie triasu (olenek).